# Bernard Guignedoux
Bernard Guignedoux (Saint-Germain-en-Laye, 31 gennaio 1947 – Clamart, 1º gennaio 2021) è stato un calciatore e allenatore di calcio francese, di ruolo centrocampista.
Divenne noto soprattutto per essere il primo marcatore della storia del Paris SG, essendo andato a segno in occasione del pareggio contro il Poitiers del 23 agosto 1970, nella prima giornata del campionato di Division 2, dopo la fusione fra lo Stade Saint-Germain e il Paris Football Club.

## Carriera
Militò nel Stade Saint-Germain, poi Paris SG dopo la sopraccitata fusione, poi Paris FC in seguito alla scissione delle due società. In seguito giocò nel Monaco. Terminò la carriera al Paris FC nel 1980.
Nel 1981 divenne allenatore della terza squadra del Paris SG, carica avuta fino al 2003 quando fu vice-allenatore dietro dapprima ad Antoine Kombouaré e poi a Jacky Duguépéroux nello Strasburgo. Nel 2005 fu vice-allenatore del Valenciennes dietro sempre a Kombouaré. Dal 2009 al 2012 fu il responsabile tecnico della sezione amatoriale dei parigini.

## Palmarès

### Club

#### Competizioni nazionali
- Division 2: 2

Paris SG: 1970-1971
Monaco: 1976-1977